# Rio Grande do Piauí
Rio Grande do Piauí är en kommun i Brasilien.   Den ligger i delstaten Piauí, i den östra delen av landet, 1 000 km nordost om huvudstaden Brasília. Antalet invånare är 6 429.
Omgivningarna runt Rio Grande do Piauí är huvudsakligen savann. Runt Rio Grande do Piauí är det mycket glesbefolkat, med 4 invånare per kvadratkilometer.